# Bernice (Luisiana)
Bernice es un pueblo ubicado en la parroquia de Union en el estado estadounidense de Luisiana. En el Censo de 2010 tenía una población de 1689 habitantes y una densidad poblacional de 201,34 personas por km².

## Geografía
Bernice se encuentra ubicado en las coordenadas 32°49′38″N 92°39′26″O / 32.82722, -92.65722. Según la Oficina del Censo de los Estados Unidos, Bernice tiene una superficie total de 8.39 km², de la cual 8.36 km² corresponden a tierra firme y (0.4%) 0.03 km² es agua.

## Demografía
Según el censo de 2010, había 1689 personas residiendo en Bernice. La densidad de población era de 201,34 hab./km². De los 1689 habitantes, Bernice estaba compuesto por el 24.63% blancos, el 62.82% eran afroamericanos, el 0.06% eran amerindios, el 0.06% eran asiáticos, el 0% eran isleños del Pacífico, el 11.6% eran de otras razas y el 0.83% pertenecían a dos o más razas. Del total de la población el 13.32% eran hispanos o latinos de cualquier raza.